# Euplectrus josei
Euplectrus josei är en stekelart som beskrevs av Schauff 2001. Euplectrus josei ingår i släktet Euplectrus och familjen finglanssteklar. Inga underarter finns listade i Catalogue of Life.